# Camilo Sesto
Camilo Blanes i Cortés, més conegut com a Camilo Sesto   (Alcoi, 16 de setembre de 1946 - Madrid, 8 de setembre de 2019), fou un compositor, cantant i productor musical alcoià. Va ser una de les veus masculines més destacades de la música pop en castellà; de fet, durant la seua carrera musical va vendre més de 180 milions de còpies. Té el rècord mundial de números u en el món: 58 en general i 18 a la llista dels 40 Principals.

## Trajectòria
Era fill d'Eliseu Blanes i Joaquina Cortés, de procedència humil. Es va iniciar en el món de la música en el cor del seu col·legi. A mitjan dècada dels seixanta va formar part del grup pop Los Dayson i hi va cantar en bodes i batejos per la seva comarca, interpretant cançons de The Beatles, Bee Gees o el Dúo Dinámico. Després d'editar un disc, el 1965 viatgen a Madrid per participar en el concurs de Televisió Espanyola Salto a la Fama, on van interpretar "Flamenco", de Los Brincos. Camilo Sesto va restar a la capital espanyola després d'aquesta actuació, tocant instruments i fent cors per a altres músics. El 1966 va passar a formar part de Los Botines, amb els quals, el 1967, va participar en el rodatge de la versió cinematogràfica espanyola d'El flautista d'Hamelín, protagonitzada per Miguel Ríos.
Després de fer el servei militar a Almeria i de cantar cors per a Juan Pardo, el 1970 va iniciar la seva carrera en solitari com a "Camilo Sexto" (amb "x"). El mateix Juan Pardo va produir el seu primer disc, amb dos temes: "Llegará el verano" i "Sin dirección". El 1971 modifica el seu nom artístic i adopta el definitiu "Camilo Sesto". Apareix a Televisió Espanyola com a solista i hi interpreta "Buenas noches", adaptació pop de la cèlebre cançó de bressol de Johannes Brahms.
A la dècada dels setanta publica diversos discos i participa en concursos com ara Canción 71, el Festival de la Cançó de l'Atlàntic a Puerto de la Cruz, el II Festival OTI de la Cançó o el Festival de la Cançó de Viña del Mar Xile. El 1975 estrena Jesucristo Superstar al teatre Alcalá-Palace de Madrid, obra original d'Andrew Lloyd Webber.
Continua a la dècada dels vuitanta amb nombroses actuacions als EUA i a l'Amèrica Llatina, alhora que segueix component nous temes i editant discos. A la dècada dels noranta va reduir de manera notable el seu nombre d'actuacions a causa de problemes hepàtics. L'any 2000 va enregistrar el musical The Phantom of the Opera, d'Andrew Lloyd Webber, tot i que no es va poder arribar a publicar el CD. Amb l'arribada del programa de la televisió espanyola Operación Triunfo va compondre diversos temes per a David Bustamante i el 2002 va llançar l'àlbum Alma, amb el senzill Mola mazo.
Va ser un cantant insígnia a l'Estat espanyol, la seva popularitat es va estendre a altres països d'Amèrica, Europa i Àsia. Va cantar en idiomes com ara l'anglès, l'italià, el portuguès, l'alemany i el valencià (va enregistrar tres cançons: "El meu cor és d'Alcoi", "Som" i "No la canteu més").

## Discografia
- 1971: Algo de mí
- 1972: Sólo un hombre
- 1973: Algo más
- 1974: Camilo
- 1975: Amor libre
- 1975: Jesucristo Superstar
- 1976: Memorias
- 1977: Entre amigos
- 1977: Rasgos
- 1977: Look in the eye (inèdit fins al 1997)
- 1978: Sentimientos
- 1979: Horas de amor
- 1980: Amaneciendo
- 1981: Más y más
- 1982: Camilo (en anglès)
- 1982: Con ganas
- 1983: Amanecer/84
- 1985: Tuyo
- 1986: Agenda de baile
- 1991: A voluntad del cielo
- 1992: Huracán de amor
- 1994: Amor sin vértigo
- 1997: Camilo Superstar
- 2000: El Fantasma de la Ópera (inèdit)
- 2002: Alma
- 2004: Camilo Sesto Nº 1
- 2005: Jesucristo Superstar  (edició 30 aniversari)
- 2006: Camilo Sesto Canta a Bujalance